# Laurence Rosenthal
Laurence Rosenthal (Detroit, 4 novembre 1926) è un direttore d'orchestra e compositore statunitense, famoso per le colonne sonore cinematografiche, televisive e per il teatro.

## Carriera
Nato a Detroit, nel Michigan, Rosenthal frequentò la Eastman School of Music, a New York, dove studiò pianoforte. In seguito studiò, a Parigi, con Nadia Boulanger.
Compositore di diverse partiture anche per il teatro, Rosenthal ottenne dodici candidature agli Emmy Awards, vincendone sette, per Michelangelo: The Last Giant, Pietro il Grande, Anastasia - L'ultima dei Romanov, Identità bruciata e Le avventure del giovane Indiana Jones.
Rosenthal fu candidato per due Oscar e due Golden Globe. Tra i film più famosi a cui lavorò figurano L'uomo della Mancha, Un grappolo di sole, Anna dei miracoli, Becket e il suo re, L'isola del dottor Moreau, Scontro di titani, La vendetta dell'uomo chiamato Cavallo. Basandosi anche su brani di Thomas de Hartmann, realizzò la colonna sonora del film di Peter Brook Incontro con uomini straordinari, dedicato alla vita di Georges Ivanovitch Gurdjieff.

## Filmografia
- I cinque disertori (Yellowneck), regia di R. John Hugh (1955)
- Venere indiana (Naked in the Sun), regia di R. John Hugh (1957)
- Un grappolo di sole (A Raisin in the Sun), regia di Daniel Petrie (1961)
- Anna dei miracoli (The Miracle Worker), regia di Arthur Penn (1962)
- Una faccia piena di pugni (Requiem for a Heavyweight), regia di Ralph Nelson (1962)
- Becket e il suo re (Becket), regia di Peter Glenville (1964)
- Hotel Paradiso, regia di Peter Glenville (1966)
- I commedianti (The Comedians), regia di Peter Glenville (1967)
- Noi tre soltanto (Three), regia di James Salter (1969)
- Quattro tocchi di campana (A Gunfight), regia di Lamont Johnson (1971)
- Torna "El Grinta" (Rooster Cogburn), regia di Stuart Millar (1975)
- La vendetta dell'uomo chiamato Cavallo (The Return of a Man Called Horse), regia di Irvin Kershner (1976)
- L'isola del dr. Moreau (The Island of Dr. Moreau), regia di Don Taylor (1977)
- Guerrieri dell'inferno (Who'll Stop the Rain), regia di Karel Reisz (1978)
- Obiettivo "Brass" (Brass Target), regia di John Hough (1978)
- Incontri con uomini straordinari (Meetings with Remarkable Men), regia di Peter Brook (1979)
- Ritratto di un killer (Portrait of a Hitman), regia di Allan A. Buckantz (1979)
- Meteor, regia di Ronald Neame (1979)
- Scontro di titani (Clash of the Titans), regia di Desmond Davis (1981)
- Il cuore come una ruota (Heart Like a Wheel), regia di Jonathan Kaplan (1983)
- Soldi facili (Easy Money), regia di James Signorelli (1983)
- Diritto alla vita (License to Kill), film TV, regia di Jud Taylor (1984)
- A Time for Dancing, regia di Peter Gilbert (2000)